# Riverside (Illinois)
Riverside ist ein Village im Cook County des Bundesstaates Illinois in den Vereinigten Staaten. Die Stadt liegt innerhalb der Metropolregion Chicago. Das U.S. Census Bureau hat bei der Volkszählung 2020 eine Einwohnerzahl von 9.298 ermittelt. Riverside gleicht heute einem Architekturmuseum, was durch die Ernennung des Ortes zum National Historic Landmark anerkannt wird. Der Wohnungsbestand des Dorfes variiert von gut erhaltenen Bungalows aus den 1920er Jahren bis hin zu riesigen viktorianischen Villen aus dem frühen 20. Jahrhundert.

## Geschichte
Riverside ist wohl die erste geplante Gemeinde in den Vereinigten Staaten, die 1869 von Calvert Vaux und Frederick Law Olmsted entworfen wurde. Das Dorf wurde 1875 zu einer Gemeinde. Der Riverside Landscape Architecture District, ein Gebiet, das von der 26th Street, den Harlem und Ogden Avenues, dem Des Plaines River und der Golf Road begrenzt wird, wurde 1970 zum National Historic Landmark ernannt. 1863 wurde die Chicago, Burlington and Quincy Railroad gebaut, die in südwestlicher Richtung von der Innenstadt Chicagos nach Quincy, Illinois, führte und durch das heutige Gebiet der Near West Suburban von Chicago in westsüdwestlicher Richtung verlief. Dieser neue Zugang zu Transport und Handel führte zu einem bedeutenden Wohnungs- und Bauboom in dem Gebiet, das einst Ackerland war, weit weg vom geschäftigen Treiben der Stadt Chicago.

## Demografie
Nach einer Schätzung von 2019 leben in Riverside 8875 Menschen. Die Bevölkerung teilte sich im selben Jahr auf in 87,4 % Weiße, 1,2 % Afroamerikaner, 1,1 % amerikanische Ureinwohner, 3,3 % Asiaten und 4,7 % mit zwei oder mehr Ethnizitäten. Hispanics oder Latinos aller Ethnien machten 16,4 % der Bevölkerung aus. Das mittlere Haushaltseinkommen lag bei 111.657 US-Dollar und die Armutsquote bei 4,6 %.

## Persönlichkeiten
- Robert McClory (1908–1988), Politiker
- Dana Rettke (* 1999), Volleyballspielerin